# Green Valley (Antarktika)
Das Green Valley ist ein mit Gletschereis angefülltes, steilwandiges Tal im westantarktischen Marie-Byrd-Land. Es liegt an der Ostseite des Ford-Massivs nördlich des Janulis Spur in den Thiel Mountains.
Peter Bermel und Arthur B. Ford, die gemeinsam eine Expedition des United States Geological Survey von 1960 bis 1961 in die Thiel Mountains leiteten, benannten es nach David H. Green, einem Teilnehmer der Expedition.